# Ministro federale per compiti speciali
Il ministro federale per compiti speciali è il titolo per un ministro senza portafoglio specifico. Il titolo viene spesso assegnato al Capo della Cancelleria conferendogli un voto nelle riunioni del gabinetto. 
Con la riunificazione di entrambi gli stati tedeschi il 3 ottobre 1990, quattro membri del governo e il presidente della Camera del popolo della RDT furono assunti come ministri federali con compiti speciali. Con un'eccezione, hanno svolto tale funzione fino al gennaio 1991.
| Ministro                                                                               | Ministro | Ministro             | Mandato          | Mandato          | Partito                                  | Governo                                  | Altre Funzioni          |
| -------------------------------------------------------------------------------------- | -------- | -------------------- | ---------------- | ---------------- | ---------------------------------------- | ---------------------------------------- | ----------------------- |
|                                                                                        |          | Robert Tillmanns     | 20 ottobre 1953  | 12 novembre 1955 | Unione Cristiano Democratica             | Governo Adenauer II                      |                         |
|                                                                                        |          | Franz Josef Strauß   | 20 ottobre 1953  | 12 ottobre 1955  | Unione Cristiano Sociale                 | Governo Adenauer II                      |                         |
|                                                                                        |          | Hermann Schäfer      | 20 ottobre 1953  | 16 ottobre 1956  | Partito Liberale Democratico             | Governo Adenauer II                      |                         |
|                                                                                        |          | Waldemar Kraft       | 20 ottobre 1953  | 16 ottobre 1956  | Blocco dei Rifugiati                     | Governo Adenauer II                      |                         |
|                                                                                        |          | Heinrich Krone       | 14 novembre 1961 | 13 luglio 1964   | Unione Cristiano Democratica             | Governo Adenauer IV e V Governo Erhard I |                         |
|                                                                                        |          | Ludger Westrick      | 16 giugno 1964   | 30 novembre 1966 | Unione Cristiano Democratica             | Governo Erhard I e II                    | Capo della Cancelleria* |
|                                                                                        |          | Horst Ehmke          | 22 ottobre 1969  | 15 dicembre 1972 | Partito Socialdemocratico di Germania    | Governo Brandt I                         | Capo della Cancelleria  |
|                                                                                        |          | Egon Bahr            | 15 dicembre 1972 | 7 maggio 1974    | Partito Socialdemocratico di Germania    | Governo Brandt II                        |                         |
|                                                                                        |          | Werner Maihofer      | 15 dicembre 1972 | 7 maggio 1974    | Partito Liberale Democratico             | Governo Brandt II                        |                         |
|                                                                                        |          | Wolfgang Schäuble    | 15 novembre 1984 | 21 aprile 1989   | Unione Cristiano Democratica             | Governo Kohl II e III                    | Capo della Cancelleria  |
|                                                                                        |          | Rudolf Seiters       | 21 aprile 1990   | 18 gennaio 1991  | Unione Cristiano Democratica             | Governo Kohl III                         | Capo della Cancelleria  |
|                                                                                        |          | Hans Klein           | 21 aprile 1990   | 18 gennaio 1991  | Unione Cristiano Sociale                 | Governo Kohl III                         | Capo del BPA*           |
|                                                                                        |          | Sabine Bergmann-Pohl | 3 ottobre 1990   | 18 gennaio 1991  | Unione Cristiano Democratica             | Governo Kohl III                         |                         |
|                                                                                        |          | Günther Krause       | 3 ottobre 1990   | 18 gennaio 1991  | Unione Cristiano Democratica             | Governo Kohl III                         |                         |
|                                                                                        |          | Lothar de Maizière   | 3 ottobre 1990   | 19 dicembre 1990 | Unione Cristiano Democratica             | Governo Kohl III                         |                         |
|                                                                                        |          | Rainer Ortleb        | 3 ottobre 1990   | 18 gennaio 1991  | Partito Liberale Democratico             | Governo Kohl III                         |                         |
|                                                                                        |          | Hansjoachim Walther  | 3 ottobre 1990   | 18 gennaio 1991  | Unione Sociale Tedesca                   | Governo Kohl III                         |                         |
|                                                                                        |          | Friedrich Bohl       | 18 gennaio 1991  | 26 ottobre 1998  | Unione Cristiano Democratica             | Governo Kohl IV e V                      | Capo della Cancelleria  |
|                                                                                        |          | Bodo Hombach         | 27 ottobre 1998  | 31 luglio 1999   | Partito Socialdemocratico di Germania    | Governo Schröder I                       | Capo della Cancelleria  |
|                                                                                        |          | Thomas de Maizière   | 22 novembre 2005 | 27 ottobre 2009  | Unione Cristiano Democratica             | Governo Merkel I                         | Capo della Cancelleria  |
|                                                                                        |          | Ronald Pofalla       | 28 ottobre 2009  | 17 dicembre 2013 | Unione Cristiano Democratica             | Governo Merkel II                        | Capo della Cancelleria  |
|                                                                                        |          | Peter Altmaier       | 17 dicembre 2013 | 14 marzo 2018    | Unione Cristiano Democratica             | Governo Merkel III                       | Capo della Cancelleria  |
|                                                                                        |          | Helge Braun          | 14 marzo 2018    | 8 dicembre 2021  | Unione Cristiano Democratica             | Governo Merkel IV                        | Capo della Cancelleria  |
|                                                                                        |          | Wolfgang Schmidt     | 8 dicembre 2021  | 6 maggio 2025    | Partito Socialdemocratico di Germania    | Governo Scholz                           | Capo della Cancelleria  |
|                                                                                        |          | Thorsten Frei        | 6 maggio 2025    | in carica        | Unione Cristiano-Democratica di Germania | Governo Merz                             | Capo della Cancelleria  |
| * BK : Cancelleria federale * BPA : Ufficio stampa e informazione del Governo federale |          |                      |                  |                  |                                          |                                          |                         |

| Controllo di autorità | VIAF (EN) 128425215 · GND (DE) 39888-3 |